# Oakwood, Pennsylvania
Oakwood är en så kallad census-designated place i Lawrence County i Pennsylvania. Vid 2010 års folkräkning hade Oakwood 2 270 invånare.